# 베어 너클
《베어 너클》(일본어: ベア・ナックル, Streets of Rage)은 세가가 개발한 메가드라이브로 발매된 대표적인 횡스크롤 진행형 격투 게임 시리즈이다. 이 게임은 3탄까지 발매되었다. 이 게임의 주인공은 액슬과 블레이즈로, 전 시리즈에 걸쳐 미스터 X가 거느리는 마약 밀매조직에 맞서 도시의 평화를 지키기 위해 싸운다.

## 게임 시리즈의 역사
1991년 1탄이 발매된 뒤, 1994년 3탄을 마지막으로 더 이상의 후속작은 발매되지 않고 있다. 메가드라이브에서 가장 인기 있었던 타이틀이었음에도 불구하고 후속 기종인 세가 새턴에서 세가는 이 작품을 3D 버전으로 내놓는다는 루머를 내놓을 뿐, 실제로 게임을 만들지는 않았다. 이후 드림캐스트 시절 세가는 베어너클 4의 데모 버전을 공개했다. 4탄은 액슬과 비슷한 외모의 주인공이 1인칭 시점에서 적들을 물리치는 내용이었고, 1탄과 3탄에서 선보였던 협동 공격도 수록되어 있었다. 그러나 세가 미국본사에서 이 게임의 시장성에 의문을 표시했고 결국 데모 버전 동영상은 삭제되었다. 그러나 유튜브에 이 동영상 중 일부가 유출되었다.
1991년 발매된 1탄에는 3명의 주인공이 등장하는데, 애덤, 액슬, 블레이즈 3명이다. 1탄의 이야기 구성은 이후 3탄까지 베어너클 시리즈의 기본 골격이 되지 않는다.
이후 발매된 2탄은 그래픽과 게임 시스템 면에서 큰 변화를 보였다. 주인공 중 애덤이 삭제되고 대신 프로레슬러 맥스와 애덤의 동생 새미(영문명: 에디/스케이트)가 추가된다.
1994년에 발매된 3탄의 경우 게임성에 대하여 논란이 있었다. 그래픽은 좀 더 사실적이고 더 세련되어 보이기는 했으나 게임성은 2탄과 비교하여 큰 발전은 없었다. 북미판의 경우 난이도가 매우 높다.
이후 2007년경에 무료로 발매된 리메이크(베어너클 리메이크는 세가사에서 만든 것이 아니라 '봄버게임'이라는 스페인의 게임제작 동호회에서 만든 것임.)의 경우는 2탄을 기본 베이스로 한 채 1,2,3탄에 등장하는 모든 캐릭터들이 전부 다 등장하고 시스템 역시 자신이 원하는 시스템으로 선택이 가능하기까지 했으며 주목할 것은 다른 시리즈와는 달리 적의 졸개인 '일렉트라'로 플레이어가 선택이 가능해졌다는 것이다.(그 동안의 베어너클 시리즈는 1,2탄의 경우 주인공만, 3의 경우 악역 보스까지만 선택이 가능했으나 리메이크의 경우 적 졸개 캐릭터의 인기투표를 거쳐서 1등을 차지한 일렉트라가 선택이 가능해졌다.)

## 시스템의 특징
이 게임은 캡콤의 파이널 파이트와 비슷한 횡스크롤 격투액션 게임이다. 적을 잡아서 뒤로 던져 다른 적에게도 피해를 준다거나 펀치 연타로 일정한 콤보가 나가고 2에서부터 채용된 플레이어와 적들의 체력바 시스템, 2부터 점프공격 시 레버를 아래로 내리고 공격하면 적이 넘어지지 않는 무릎찍기 계열 공격이 되는 것은 파이널 파이트를 모방한 것이라고 볼 수 있다. 다만 파이널 파이트와 차이점이 있다면 적을 뒤에서 잡는 것도 가능하며 앞에서 잡았을 때와 뒤에서 잡았을 때 사용하는 기술이 다르다는 것, 잡은 상태에서 앞이나 뒤로 넘어갈 수 있다는 점이다. 처음 1탄이 발매되었을 당시 작은 용량에도 불구하고 협동공격 및 지원사격 등의 참신한 발상을 도입하여 호평을 받았다. 2탄의 경우 1탄에 비해 그래픽이 크게 향상되었고, 캐릭터 스프라이트의 크기도 거대해졌다. 그러나 협동공격과 지원사격이라는 독특한 요소가 사라져서 일부 팬들에게는 파이널 파이트의 아류작으로 전락했다는 비판을 받기도 했으나 격투게임처럼 필살기를 사용한다는 요소가 엄청난 충격으로 다가와 사실상 가정용으로 이식된 파이널파이트 시리즈를 훨씬 상회하는 인기를 끌며 대성공하게 된다. 뒤이은 3탄에서 협동공격은 다시 부활하나, 지원사격 시스템은 등장하지 않는다. 그러나 리메이크로 넘어가서 지원사격 공격이 다시 부활했다. 심지어는 리메이크 버전에서는 다른 시리즈에 등장하지 않는 총, 대전차 로켓, 수류탄 같은 고급무기까지 등장한다.

## 등장 인물

### 베어너클
베어너클은 골든 엑스의 영향을 받아서인지 횡스크롤 격투 게임임에도 불구하고 원호공격이 있다. 원호공격은 경찰차가 지원사격을 하는 것이다. 1P의 원호공격은 대전차총으로 사격을 하며 2P의 원호공격은 발칸포로 사격을 한다. 또한 버튼 두개를 누르면 후방공격을 하는 요소 역시 골든액스의 흔적을 느낄 수 있는 부분. 베어너클 전 시리즈 중 난이도가 가장 높다. 이는 당시 캐릭터의 기술이 거의 없으며, 적들 또한 인공지능이 항상 양쪽으로 둘러싸 공격하려는 패턴을 보이기 때문에 굉장히 짜증난다. 4M 라는 용량 한계상 캐릭터 스프라이트가 매우 작고 적의 종류도 적고 공격패턴이 단순하며 한 스테이지당 계속 똑같은 배경이 길게 늘어서 있는 단조로운 면이 있다. 파이널 파이트와 다른 특징으로는 뒤에서 잡는 포지션이 있어서 뒤에서 잡은 후 메치면 저먼 수플렉스로 좀 더 강력한 데미지를 줄 수 있다. 또한 앞에서 잡은 후 뒤로 넘어가는게 가능하며 플레이어끼리 집어던지거나 할 경우 위력이 엄청난 공중공격이 가능한 협동공격, 적에게 뒤를 잡혔을 때 앞차기 후 역으로 던지는 식의 플레이가 가능하다.
또한 2인 협동플레이로 마지막 보스까지 갔을 경우 미스터X 가 악의 조직에 몸담겠느냐는 질문을 해 오는데 서로 다른 대답을 했을 경우 다시 두단계 이전 스테이지로 떨어지게 되며 재진행하여 마지막 보스를 클리어하면 플레이어끼리 서로 싸워서 승자가 악의 조직의 보스가 되는 배드엔딩이 존재한다. (더블드래곤 협력플레이 시의 마지막 스테이지 플레이어 대결과 비슷)

#### 액슬 스톤
- 25세
- 183cm / 75kg

1탄부터 4탄까지 전 시리즈에 걸쳐 등장한다. 1탄에서 전 경찰이었던 그는 도시 외곽에 가라데 도장을 개설한다. 이후 3탄에서 그는 다시 현역으로 복귀하게 된다. 리메이크에서는 아예 경찰로 근무하면서 가라데 도장의 사범을 겸하고 있다. 1탄에서는 표준형 캐릭터였으나, 2탄에서 3탄으로 시리즈가 바뀌면서 점차 파워형 캐릭터로 변모하게 된다. 2탄에서 그랜드 어퍼라는 필살기를 통해 표준형 캐릭터에서 조금 벗어나다 못해 사기적인 모습을 보이다가 (체력소모기가 아님에도 무적시간이 있다), 3탄에서 로 파워형 캐릭터로 정착했다. 그러다가 리메이크 버전에서 강한 공격력을 그대로 지닌 채 다시 표준형 캐릭터로 바뀌었다. 리메이크 Ver.5에서는 역대 베어너클 시리즈의 액슬을 전부 선택할 수 있는데 베어너클2 버전의 액슬의 성능이 가장 좋으며 이 액슬만 유일하게 공중돌려차기가 가능하다. 엑셀은 전 캐릭터 중 가장 기본기가 안정되어 있기 때문에 강캐에 속한다. 다만 점프력은 1탄부터 쭈욱 최약으로 설정되어 있다. 그러나 큰 문제로 느껴지진 않으며 다만 2편부터의 제자리 점프공격은 전체적으로 상당히 고성능이고 강력하지만 액슬의 경우는 근접할 시 2단차기가 되는 대신에 리치가 대단히 짧고 판정이 위로 몰려있어서 성능이 상당히 떨어진다. 또한 2탄에서는 기본 펀치공격이 새미 다음가는 숏팔로 리치가 짧아서 특정 적 (폭주족 류)에게는 멍하니 팔을 휘두르고 있으면 팔 길이 차이 때문에 그대로 골로 맞고 쓰러지기도 하고 잡기공격류들 위력이 매우 약하며 후방으로 넘어가 메치기는 던진 후 빈틈이 큰 등 핸디캡도 상당히 가지고 있다. 그러나 그랜드어퍼 하나로 모두 상쇄 가능. 그 외에도 기본연타 콤보공격이 펀치공격 3번 후 2단앞차기 로 마무리 하는데 가끔씩 발차기를 한번만 하는 경우가 있다. 조건은 명확하지 않은데 그냥 랜덤인지 버튼을 누르는 타이밍 문제인지 불명. 콤보공격 위력 자체가 후반의 발차기에 많이 몰려있기 때문에 4단만으로 마무리 될 경우 위력이 크게 떨어지는데 또하나의 핸디캡이라 할 수 있다. 그러나 액슬의 국민콤보라 할 수 있는 펀치 두방 후 그랜드어퍼 로 마무리하는 루트가 있는 이상 그리 크게 다가오진 않는다. 그 외에도 필살기 쪽도 그랜드어퍼 하나가 너무 사기라서 그렇지 긴급회피기인 드래곤윙 은 화려한 연출에 비해 위력은 4명 중 가장 떨어지며 체력소모 고데미지 필살기인 드래곤스매쉬의 경우는 제자리에 가만히 서서 리치가 엄청나게 짧게 주먹을 빠르게 여러번 휘두르고 승룡권을 날려 마무리하는 식이라 전방 초근접 적을 상대할 때는 엄청난 데미지를 내지만 주먹을 휘두르는 동안 전후좌우 모두 완전 무방비 상태이며 가드가 가능한 캐릭터들은 맞다가 가드가 가능한등 다른 캐릭터들의 같은계열 필살기에 비하면 성능이 무지막지하게 떨어진다. 무엇보다 이 시리즈의 얍삽이인 주먹을 리듬있게 틈을 주며 연타해 적을 죽을때까지 때릴 수 있는 베어너클용 와리까리 (파이널파이트의 그것같은) 가 존재하는 이상, 와리까리를 자동으로 빠르게 해준다는 느낌밖에 안되어 더욱 설 자리를 잃는 필살기. 다만 3에서는 쓰는 몇초간 내내 완전무적이 되는 황당한 성능. 잘 다루는 무기는 설정상으론 일본도(카타나)와 각목, 파이프,배트 등 긴 무기류. 그러나 실제로 써보면 일본도, 파이프를 사용시 짧은 리치와 휘두른 후의 빈틈으로 인해 불안정한 공격을 보여주어 왜 잘다루는 무기라고 써 있는지 의문이었다. 한손으로 일본도 파이프를 휘두르는 블레이즈와 비교해도 리치, 속도 등 성능이 하늘과 땅 차이가 나기 때문이다. 실 플레이 체감상 일본도, 파이프 성능이 최강인 캐릭터는 맥스 - 블레이즈 - 액슬 - 새미 순. 그러나 3탄에서는 일본도, 방망이 전용 무기필살기가 추가되어 (그냥 휘두르는 성능은 여전히 구리다) 설정에 나름 맞춰졌다. 다만 3의 모든 캐릭터들 대쉬필살기가 그렇듯이 그랜드어퍼의 위력이 엄청나게 다운되고 (거의 기본기 두세대 수준) 무적시간이 사라져 땅을 긁는 도중에도 맞아서 끊기기도 하며 너무 근접해서 맞기 시작했을 경우 때리는 도중 적을 지나쳐 뒤통수를 맞기도 하는등 점수를 올려 필살기를 파워업시키기 전까진 큰 쓸모가 없는 쓰레기 기술이 되었다. 정리해 보자면 2편 액슬의 장점은 그랜드어퍼, 단점은 펀치 리치가 짧고 점프공격 성능이 떨어지며 던지기류 위력과 성능이 떨어지고 기본콤보가 4단까지밖에 안나가는 경우가 있으며 체력소모류 필살기들 성능이 낮고 무기 다루는 성능도 떨어진다. 그랜드어퍼 하나때문에 강캐릭터 자리를 꿰차고 있었다고 봐도 무방. 격투술은 가라데와 마샬아츠. 4탄에서는 세월 탓인지 털보가 되었다.

#### 블레이즈 필딩
- 24세
- 167cm / ?kg

액슬과 함께 전 시리즈에 등장한다. 1탄에서는 스피드 위주의 기교파였으나 2탄에서 3탄으로 옮기면서 표준형 캐릭터로 위상이 바뀐다. 1편부터 격투 캐릭터로서는 파격적인 초미니스커트로 등장해 관심을 끌었으며 2편에서는 셀렉트 화면에서의 매력점이 찍힌 뇌쇄적인 미모와 더불어 패션도 더욱 과감해져서 검은스타킹 밴드와 속옷까지 훤히 드러내보이며 발차기를 쓰는 등 횡스크롤 액션 여성캐릭터 중 가장 화끈한 노출을 자랑한다. 덕분에 해외판에서는 2, 3편 모두 날아차기 포즈 등의 속옷이 보이는 부분이 살짝 수정되거나 가려졌다. 그녀의 특기는 유도로 던지기 기술의 성능이 다른 일반형 캐릭터들에 비해 우수하지만 히든 캐릭터들에 비하면 다소 부족하다 특히 루드라와는 그 성능이 엄청나게 차이가 많다. 또한 필살기의 경우 장단점이 명확한데 대쉬필살기인 비상쌍참의 경우 히트수는 액셀의 그랜드어퍼와 비교해 2단밖에 안나오지만 한타 위력이 그만큼 강하며 두방 모두 클린히트 시 그랜드어퍼 풀히트와 위력이 동일하다. 또한 필살기가 끝난 후 빈틈은 그랜드어퍼보다 적은 편. 다만 공중으로 뛰어올라 쓰는 기술이라서 공격판정 발생이 약간 늦고 후반부나 좀 높은 난이도에선 대공기를 가진 적에게 쓰는 족족 컷트당하기 쉬운 약점을 가졌다. 체력소모 필살기인 기공포는 위력은 약간 떨어지지만 장풍기인 덕에 액셀의 드래곤스매쉬와 비교하면 사용이 매우 수월하다. 2에선 기본공격 리치가 액셀과는 비교도 안되게 길어서 쓰기 쉬웠으나 연속 콤보공격이 미묘하게 빈틈이 있고 여러방을 때림에도 위력이 약해 답답함을 느낄 수 있다. 액셀과 더불어 가장 무난하게 사용 가능한 표준형 캐릭터. 리메이크에서는 다시 스피드형(이라기보다는 그냥 약체 캐릭터)로 변모한 채 등장한다. 대신 필살기는 많이 생겨서 등장한다. 리메이크 Ver.5에서는 역대 베어너클 시리즈의 블레이즈를 선택할 수 있는데 베어너클1 버전의 블레이즈는 베어너클1 버전의 야스하&오니히메와 완전히 동일하다. (1편에서 같은 스프라이트에 색깔만 바꿔 나왔기 때문) 잘 다루는 무기는 짧은 단도류.(무기공격으로는 유일하게 혼자 기본 휘두르기로 2타 공격을 한다. 하지만 일렉트라의 단도공격이 3타가 나오기 때문에 가장 많은 히트수는 아니다.) 격투술은 유도 기반. 대대로 빈유였으나 4탄에서는 일렉트라 못지 않은 거유가 되었다.
베어너클 리메이크 Ver.5에서 상점 시스템이 생겨나면서 상점주인으로 등장한다. 상점 주인으로서 블레이즈는 일정 확률로 잠을 자는데 이 때의 상점은 도둑질 모드가 발동되며 도둑질하다 적발되면 상점이 폐쇄된다.

#### 애덤 헌터
- 26세
- 188cm / 88kg

애덤은 세가에서 만든 베어너클에서는 1탄에서만 등장하지만 리메이크 버전에도 등장한다. 애덤은 1탄에서 블레이즈와 정반대로 느리지만 강한 공격력과 긴 공격 범위가 특징인 캐릭터이다. 특히 기본공격 콤보 마지막에 적을 발로 차서 전방 일직선으로 화면 끝까지 날려버리는데 던지기 공격마냥 전방의 적들을 함께 쓸어버릴 수 있어서 매우 강력하다. 2탄에서는 미스터 X의 지령을 받은 시바에 의해 납치되어 등장하지 않으며, 3탄에서는 게임 중간 데모에서 플레이어들에게 헬리콥터로 지원사격을 하는 존재로 카메오 출연을 한다. 그 이후 리메이크 버전에서 정식 캐릭터로서 등장한다. 리메이크의 애덤은 모든 면에서 액슬과 유사한 스타일의 캐릭터로 변모한다.(베어너클 리메이크에서의 엑셀과 아담의 성능은 스트리트 파이터의 류와 켄, 또는 킹 오브 파이터즈 시리즈의 쿠사나기 쿄와 야가미 이오리처럼 비슷하게 보인다). 원래 등장은 1편이 끝이었기에 리메이크에서의 아담은 봄버게임에서 만든 오리지널 필살기들을 가지고 등장한다. 격투술은 복싱 기반. 베어너클 리메이크에서는 베어너클2의 시나리오의 영향으로 맥스와는 엄청나게 친하다.

#### 미스터 X
- 51세
- 213cm / 115kg

신디케이트의 보스로 등장하는 미스터 X 역시 게임 전반에 걸쳐 등장하는 악당이다. 1탄과 2탄에서는 인간의 형태로 등장했으나, 3탄에서는 육체를 잃어버린 대신에 뇌만 남은 형태로 플레이어들을 괴롭힌다. 리메이크에서는 역시 인간형으로서 플레이어로 선택이 가능한데 총을 사용할 수 있으며 밸런스를 망치기에 충분한 능력을 보여준다. 하지만 이런 점이 지적되어 베어너클 리메이크 Ver.5에서는 총기 난사류의 필살기가 초필살기화되어 남발하지 못하도록 조치하여 게임 밸런스를 조정했다. 파워, 스피드 등 강해야 되는 스텟은 강하며 점프 등 강할 필요가 없는 스텟은 한없이 약하다. 베어너클 리메이크 Ver.5에서 상점 시스템의 도입에 따라 히든캐릭터는 캐쉬로 구매할 수 있게 되었는데 미스터 X의 상점가는 55,000이다. 미스터 X는 시바와 마찬가지로 강캐에 속하면서 시나리오 분류상 완전악역 캐릭터이기 때문에 원호 공격 자체가 없으며 미스터X로 원호공격을 시도하면 미스터X가 "경찰 따위를 부르냐"는 식으로 플레이어를 비웃는다. 시나리오 상 3탄에서 사망했기 때문에 4탄은 그의 아들인 미스터 Y와 딸인 미즈Y가 그의 포지션을 대신한다.

### 베어너클 2
전작에 있었던 원호공격이 사라지고 대신 캐릭터마다 필살기가 추가되었다. 이로 인해 대전격투게임과 횡스크롤 액션게임의 장점을 모두 경험할 수 있는 게임으로 발전했다. 이는 게임 여러곳에서 스트리트파이터2의 영향을 받은듯한 필살기가 몇개 있으며 (장풍, 승룡권 동작) 필살기 사용시 음성추가, 근거리 히트 시 다단히트가 되는 기술, 매우 다양한 기본기를 가진 적 캐릭터의 등장 등으로 인해서이며 무식하게 적 숫자와 둘러싸기만으로 밀어붙이던 베어너클1에 비해 적들 종류가 다양해지고 움직임도 다채로워졌다. 특히 적 하나하나의 인공지능이 매우 발달했는데 마치 대전격투게임처럼 적 캐릭터들이 점프 뛴 플레이어를 대공기본기로 쳐내는 장면은 입을 벌어지게 만들며 졸개 하나라도 신경써서 상대하도록 만들었다. 또한 적 체력게이지가 파이널파이트처럼 나타나게 되어 편해졌다. 적의 종류가 손에 꼽히던 전작에 비해 엄청나게 다양해졌으며 플레이어 만큼이나 기본기나 특수기를 많이 가지고 있는 중형 적들도 종류가 매우 많아 쉽게 질리지 않는다. 이는 전편의 4M 에 비해 16M라는 당시 메가드라이브 최고용량 게임중 하나로 나오면서 그래픽, 사운드,연출 모두 엄청나게 파워업한 것이며 덕분에 게임센터용 횡스크롤 게임과 비교해도 전혀 뒤처지지 않는다는 평가를 받았다. 실제로 당시 메가드라이브의 판매댓수를 크게 끌어올린 하드견인을 했으며 비슷한 시기에 슈퍼패미콤으로 발매된 파이널파이트2는 이 게임과 비교당하면서 더 나쁜 평가를 받았다. 국내에서도 얼마나 인기가 있었는지 스트리트파이터 비디오마냥 당시 유행하던 해적 비디오판으로 실사영화화 계획까지 세워졌었으나 실제로 제작되지는 않았다.

#### 맥스 썬더
- 30세
- 203cm / 139kg

2탄과 리메이크에 등장한다. 맥스는 액슬의 친구로, 프로레슬러이다. 애덤이 납치되었다는 소식을 듣고 엑슬이 애덤을 구출하러 가자 시합을 미루고 액슬과 같이 애덤을 구출하러 나서는 의리파이다. 이동 및 공격속도는 느리지만 그것을 상쇄하고도 남는 강력한 힘을 지니고 있다. 사실상 횡스크롤 게임 역사에서 가장 파워가 강한 캐릭터라 해도 무방. 필살기로는 주먹을 회전하여 주변의 적들을 제압하는 썬더 봄과, 몸을 돌진시켜 특정 적에게 큰 피해를 주는 썬더 태클이 있다. 3탄에서는 주 캐릭터로 등장하지는 않으나, 엔딩 스탭롤 이후 화면에서 잠시 모습을 보인다. 리메이크 버전에서 파워형 캐릭터로서 등장한다. 맥스는 전 캐릭터들 중 유일하게 적을 잡고 뒤로 넘어가는 게 불가능하고 적을 잡은 채로 점프하면 적을 들고 뛰어오르게 되는데 그 상태로 매치기가 가능하다. 레슬링 캐릭터답게 일단 잡은후의 공격력은 말도 안될 정도로 강한데 앞에서 잡고 적의 목을 5번 조이는 기술은 조이는 동안 빈틈은 크지만 체력을 한줄 넘게 닳게 하며 그 외에도 점프해 메치기, 뒤로 백드롭 등도 절반이나 2/3 의 체력을 날릴 정도로 강력하다. 또한 기회를 잡기는 어렵지만 뒤에서 잡았을 경우는 점프해 던지면 적에게 무릎으로 똥침을 놓게 되는데 역시 한줄 이상이 날아갈 만큼 엄청난 위력을 보이는 이 게임 최대의 호쾌한 기술이다. 리메이크에서는 별 세개만 되면 일반 필살기가 몸을 크게 돌진시키는 필살기가 되어 적들에게는 공포 그 자체가 된다. 주 격투술은 프로레슬링 기반이며, 잘 다루는 무기는 파이프류.( 설정에는 나와있지 않지만 출연작인 2에서는 맥스가 파이프나 일본도를 들면 후방에도 공격판정이 생겨서 공포의 대상이 되었다.)

#### 새미 헌터
- 14세
- 147cm / 40kg

애덤의 친동생으로 2탄과 3탄, 그리고 리메이크에서 등장한다. 전형적인 기교파 캐릭터로, 빠른 이동 스피드가 주특기이다. 스케이트라는 별명에 맞게 그는 롤러 스케이트를 착용하고 있다. 2탄에서는 유일하게 빨리 달리기가 가능했다. 리치는 전캐릭터 최하이며 힘이 약해서인지 적을 정상적으로 뒤로 던지지는 못하고 적을 앞으로 타넘어가는 도중에 앞으로 던지는 건 가능하다. 일반적인 뒤나 앞에서 잡은 상태로 공격하면 잡은 적에게만 큰 데미지를 주는 기술로 마무리. 기본기 위력은 당연히 최약체이지만 스케이트를 신고 있어서인지 날아차기 등의 킥 공격 위력은 가장 강하다. 주특기는 콕스크류 킥으로 몸을 회전시켜서 특정 적에게 큰 피해를 준다. 다만 연출이 좀 어색하다고 생각했는지 3편에서는 울면서 주먹을 마구 휘두르며 앞으로 돌진하는 유치한 기술이 되었다. 힘이 약해 파이프 등의 무거운 무기를 들면 성능이 떨어지며 그나마 표창이나 단검같은 무기는 3편에서 전용 필살기를 가지고 있고 어째서인지 파이프나 각목을 들었을 경우에도 전용 필살기가 있다. 격투술은 명확하지 않으며 잘 다루는 무기는 블레이즈와 같은 단검류.

#### 시바
- 32세
- 188cm / 84kg

2탄과 3탄, 리메이크에서 등장한다. 리메이크에서는 일반형 시바와 웃옷을 벗은 슈퍼시바로서 등장한다. 미스터 X의 충실한 수하로, 뛰어난 무술 실력을 자랑한다. 그 뛰어난 무술 실력으로 아담을 납치하게 되어 베어너클 2의 사건의 발단이 된다. 2탄에서는 미스터 X와 싸우기 직전 등장하여 플레이어들을 괴롭히고, 3탄에서는 일단 1스테이지의 보스로 등장하고 장군(해적판에서는 시장 내지는 국회의원)을 구출하는 데 실패할 경우 마지막 보스로 다시 한 번 등장하기도 한다.(구출에 성공하면 시바와 싸우지 않는다.) 리메이크 Ver.4에서는 시바의 업그레이드 버전인 '슈퍼 시바'(윗옷을 벗은 상태의 시바)가 등장한다.(3탄과 리메이크 버전에서는 플레이어가 시바를 선택하여 사용할 수 있다.) 베어너클 적 캐릭터 중에서는 미스터X 다음으로 비중이 높은 중요인물이어서인지 전용 필살기인 파이널 크래쉬를 가지고 있다. 그러나 CPU 적으로 등장시엔 필살기임에도 위력이 주먹 한두대 맞은 만큼밖에 안되는 겉멋만 든 필살기에 불과하며 리메이크에서 사용시에 비로소 제대로 필살기다운 위력이 나온다. 그의 이름은 힌두교의 신 시바에서 따왔다. 시바는 설정상 신장이 188cm이다. 베어너클 리메이크 Ver.5에서 상점 시스템의 도입에 따라 히든캐릭터는 캐쉬로 구매할 수 있게 되었는데 시바의 상점가는 75,000이다. 이는 시바가 성능은 가장 좋은 반면 원호공격이 없기 때문이다.

### 베어너클 3
베어너클 사상 처음으로 히든 캐릭터 시스템을 도입했으며 그 캐릭터로는 중간보스인 애쉬와 빅티, 그리고 첫 스테이지의 보스인 시바가 해당되었다. 전 시리즈 중 난이도가 가장 낮다. 다만 전체적으로 보스들 패턴이 대단히 짜증나고 까다로워져서 스트레스를 받게 한다. 달리기 시스템이 모두 있어 게임플레이가 많이 수월해졌다. 필살기 시스템도 개선이 되어 OK가 되었을 때 사용하면 체력이 줄지 않는다. 무기에도 내구도가 생겨서 적을 때리거나 무기필살기를 쓸 경우 내구도가 소모되어 사라진다. 또한 필살기 레벨업 시스템이 추가되어 일정 점수마다 그랜드어퍼 등의 대쉬필살기가 파워업되며 연출이 변화하여 3회까지 레벨업한다. 그 외에도 각 캐릭터마다 잘 쓰는 무기의 무기필살기를 가지고 있어서 무기를 든 채 대쉬필살기나 체력소모 필살기를 쓸 경우 잔 길버트를 제외하고 3인의 캐릭터들은 고유의 필살기가 나간다. 다만 2편의 호쾌함과 시원시원함이 줄어들어서 재미면에서는 오히려 나쁜 평가도 늘어났다. 2에 비해 스토리성이 상당히 강해졌고 후반 스테이지에서 인질을 구출하느냐 하지 못하느냐에 따라 마지막 스테이지가 분기가 되며 엔딩도 달라지게 된다.

#### 잔 길버트 박사
- 나이 불명
- 201cm / 153kg

3탄에서 처음 등장한다. 전 마약 밀매조직의 일원이었으나, 이후 액셀과 블레이즈에게 힘을 보탠다. 잔은 두 사람에게 밀매조직이 폭탄을 이용하여 도시를 파괴하려 한다는 음모를 알린다. 그는 몸의 일부를 로봇으로 개조한 사이보그이다. 2편의 맥스 대신 등장했지만 파워캐릭터라기엔 타격이나 던지기 공격력은 매우 평범하며 대신 리치가 매우 길다. 그는 무기를 이용하여 에너지 볼로 전환하여 적을 공격하기 때문에 무기를 집어도 사용이 불가능하며 무기필살기도 없다. 필살기는 일렉트릭 바디 및 일렉트릭 핸드로, 몸에서 전기 동력을 발생시켜 적에게 피해를 입힌다. 전 캐릭터들 중에 공격 범위가 일렉트라 다음으로 길다. 파워업 필살기의 경우 숄더태클 횟수가 늘어나는 심심한 연출 뿐이고 (더구나 공격범위 때문에 동료 플레이어까지 같이 쓸어버리는 일이 잦다) 무기도 사용불가능한 등 상당히 성의없이 만들어진 캐릭터라는 평이 많고 플레이하는 재미도 대단히 떨어지며 캐릭터로서의 매력도 떨어지는 덕분에 베어너클3의 나쁜 평가에 한 몫을 담당한 캐릭터.

#### 빅티
- 8세
- 159cm / 76kg

북미판에서의 이름은 캥거루에서 따온 루이다. 빅티는 2스테이지에서 조련사의 명령으로 플레이어를 공격하는 서커스단의 동물인데, 만약 플레이어가 브루스(조련사)만 해치우고 빅티를 살려 줄 경우, 이후 플레이어가 선택 가능한 캐릭터로 바뀐다. 단, 베어너클 리메이크 Ver.5에서의 모든 히든 캐릭터들은 캐쉬로 구입해야 하는 조건 때문에 빅티가 살아있는 상태에서 브루스만 죽이면 빅티는 김괴와 목줄을 버리고 도망친다. 빅티는 플레이어와의 협력 공격도 가능하다. 단 공격 범위가 좁고 위력이 약하며 무기를 잡을 수 없다. 리메이크에서는 인기투표에서 밀렸는지 Ver.4버전에서는 선택할 수 없고 Ver.5 버전에서만 빅티를 플레이어로 선택할 수 있다. 베어너클 리메이크 Ver.5에서 상점 시스템의 도입에 따라 히든캐릭터는 캐쉬로 구매할 수 있게 되었는데 빅티의 상점가는 가장 저렴한 50,000이다. 빅티의 원호공격은 레귤러 플레이어와 마찬가지로 경찰을 소환한다.

#### 애쉬
- 35세
- 204cm / 84kg

1스테이지에서 최초로 중간보스로 등장하며, 호모이다. 그는 동력 보트에 졸개 캐릭터들을 태워서(북미판에서는 등장하지 않으므로 동력보트에 졸개 캐릭터들을 태워서 플레이어에게 조달하는 것을 시바가 한다.) 플레이어에게 조달하는 운전사 노릇을 하다가, 졸개들이 모두 제압당하면 직접 자신이 플레이어를 상대한다.(북미판에서는 애쉬가 등장하는 것이 아니라 도노반과 똑같이 생긴 외관에 체력을 주인공의 2배이상 보유하며 스피드 역시 도노반의 거의 3배 가까운 수준의 '보노'라는 이름의 졸개 캐릭터로 대체된다.) 기분나쁜 웃음소리를 내며 플레이어에게 빠르게 접근하여 던지기 기술을 사용한다. 설정상의 문제 때문에 일본판 이외에 다른 언어로 되어 있는 팩에서는 등장하지 않는다. 하지만 리메이크 Ver.4에서는 어디로 가느냐에 따라 다르겠지만 첫 번째 스테이지에서 옥상으로 올라가지 않고 밖으로 나가서 바본(Barbon)을 쓰러뜨리면 두 번째 스테이지에서 길거리가 나오는데 이때 나이트클럽에 들어가면 그 곳의 중간보스로 등장한다. 리메이크 Ver.5에서는 첫 스테이지를 베어너클3의 루트로 선택하면 중간보스로 등장하며 베어너클 리메이크의 루트로 선택할 경우 '아틀라스 나이트클럽'에 들어가면 중간보스로 등장하기도 한다. 원작에서는 특정 묘수를 사용하면 플레이어가 사용할 수도 있다. 플레이어 캐릭터가 된 애시는 다소 코믹해 보이는 외관과는 달리, 게임 밸런스를 망치기에 충분한 공격력을 자랑한다. 하지만 베어너클 리메이크에서 이러한 점이 보완되었으며 베어너클 리메이크 Ver.5에서 상점 시스템의 도입에 따라 히든캐릭터는 캐쉬로 구매할 수 있게 되었는데 애쉬의 상점가는 60,000이다. 베어너클 리메이크에서 애쉬의 원호공격은 필살기로 변태 속성을 지닌다.

### 베어너클 리메이크
이 게임은 세가사가 아닌 봄버게임에서 만든 게임이다. 베어너클 1,2,3의 모든 특징을 총 집약한 게임으로 각 시리즈마다의 장점을 최대한 부각시켰다. 또한 베어너클 리메이크 Ver.5에 이르러서는 처음 시작부터 중간 중간마다 루트를 선택할 수 있는 시스템을 도입했다.
하지만 베어너클 리메이크가 개발된 것을 알게 된 세가는 저작권을 문제삼아 베어너클 리메이크 공식 홈페이지를 폐쇄 조치했다. 원래 봄버게임에서는 특정 조건을 만족해야 갈 수 있는 숨겨진 마지막 스테이지와 진엔딩도 개발완료 상태였고 차후 업데이트할 예정이었으나 이로 인해 일반 유저들은 영원히 즐길 수 없게 묻혀 버렸다. 물론 세가의 이 행동은 저작권을 주장하는 정당한 행동이지만 네티즌들 사이에서 이러한 행동에 대한 평판은 상당히 나쁘다.
베어너클 리메이크는 히든 캐릭터 선택이라는 시스템이 있는데 Ver.4에서는 특수 치트키를 입력하면 선택이 가능하지만 Ver.5에서는 히든 캐릭터를 캐쉬로 구입해야 한다. 참고로 베어너클 리메이크 Ver.5에서는 상점 시스템이 도입되었다. 상점에서는 히든캐릭터 구입, 치트 구입, 각종 시스템 구입 등이 존재하며 엔딩이나 게임 에디트 프로그램을 구입할 수도 있다. 상점에서 사용할 캐쉬는 게임을 하면서 습득하는 캐쉬아이템(돈, 돈자루, 금괴 등 원작에서 점수아이템.)으로 구입하는데 마지막 스테이지를 깨고 엔딩을 봐야 캐쉬 아이템으로 습득한 캐쉬가 쌓이게 된다.
참고로 상점은 최초에는 폐쇄 상태였다가 마지막 스테이지를 클리어한 후 엔딩을 보면 개방된다.
이 외에도 특이사항이 있다면 봄버게임에서는 아예 대놓고 적 캐릭터에 대한 인기투표를 해서 전체 1등한 캐릭터를 플레이어블 캐릭터로 만들겠다고 공언했는데 그 결과 베어너클2 버전의 일렉트라가 1등이 되었다. 이에 봄버게임 측에서는 베어너클 리메이크 Ver.5를 개발함에 있어서 일렉트라를 정식으로 플레이어블 캐릭터로 만들었다.

#### 슈퍼시바
오리지널 설정에서 나온 시바가 파워업 한 모습. Ver.4에서만 등장한다.
시바의 업그레이드 버전으로서 윗옷을 벗은 상태의 시바의 모습이다. 공격력은 일반 시바보다 뛰어나고 파동 계열의 장풍을 쓸 수 있다. 일반적인 루트로 진행했을 시, 미스터 X를 물리치고 난 이후 일행이 탈출하는 도중에 만나게 된다. 자신은 아직 끝나지 않았다면서 웃옷을 찢어버리며 최종 보스로서 주인공과 싸우게 된다. 그러나 밸런스붕괴의 문제 때문에 베어너클 리메이크 Ver.5에서는 등장하지 않는다.

#### 루드라
- 27세
- 166cm / ?kg

베어너클 리메이크에만 등장하는 캐릭터이다. 여성 닌자이며 긴 머리를 위로 묶은 차가운 인상이다. Ver.4에서는 스테이지를 진행하면 잠깐 주인공과 만나게 되는데 직접 싸우지는 못하지만 Ver.5에서는 7번째 스테이지의 보스이며 장거리 공격이나 단거리 공격, 매치기 등 어느 분야에서든 탁월하다. 원래 컨셉 자체부터 시바의 여성화로 했기 때문에 처음부터 강력한 캐릭터로 만들어졌으며 특히 루드라의 던지기는 전체 최강의 고성능을 발휘한다. 특히 루드라가 뒤에서 잡고 던지는 매치기는 다른 캐릭터들이 매치기를 할 수 없는 봉고(베어너클1의 스테이지4 보스)를 유일하게 매치기 할 수 있다. 루드라가 등 뒤에서 잡고 하는 던지기는 들어서 던지는 것이 아니라 발로 차서 띄우고 던지기 때문이다. 또한 루드라의 대쉬필살기는 아랑전설의 테리보가드가 쓰는 번너클을 떠올리게 하는 필살기인데 파워업하지 않아도 충분히 엄청난 성능을 낸다. 베어너클 리메이크 Ver.5에서 상점 시스템의 도입에 따라 히든캐릭터는 캐쉬로 구매할 수 있게 되었는데 루드라의 상점가는 가장 비싼 99,999이다. 자신의 여동생이 신디케이트에 납치되었기 때문에 동생의 신변에 위험이 생길 것을 우려해서 어쩔 수 없이 미스터 X의 부하가 되었다. 루드라의 원호공격은 불을 이용한 전체공격이다. 그리고 필살기로 표창을 던지기도 하는 등 상당히 성능이 좋다. 격투술은 인술(忍術).
베어너클 리메이크Ver.5에서는 루드라만의 엔딩이 존재한다.

#### 일렉트라
- 29세
- 175cm / ?kg

베어너클 리메이크 Ver.5에서 플레이어의 캐릭터가 되었다. 게임상의 이름은 엘르(ELLE)이다. 일렉트라는 불의의 사고를 당해서 이를 해결하기 위해 어쩔 수 없이 미스터 X의 부하가 되었다. 하지만 미스터 X가 자신의 요구를 들어주지 않을 것을 우려하여 미스터 X로부터 언제든 탈주할 수 있도록 엑셀을 매수하기 위해 물밑작업을 하고 있는 상태이다. 베어너클에 등장하는 모든 여성 캐릭터 중에 가장 키가 크고 또한 파워와 스테미너 역시 여성 캐릭터 중 가장 뛰어나며 외모만 여성일 뿐 성능 자체로 보면 오히려 남성 캐릭터에 더 가깝다. 실제로 일렉트라는 엑셀보다 파워가 더 좋다. 게다가 일렉트라는 채찍을 사용하기 때문에 리치도 매우 길어서 적을 하나씩 불러들여 싸울 수 있으며 단검이나 장검 등 칼을 습득하게 되면 필살기가 달라진다. 무기류는 도검류(단검, 카타나)등을 잘 다루며 특히 단검의 달인인데 블레이즈가 2타까지 가능한 단검공격을 일렉트라는 3타까지 구사할 수 있다. 거기에 일렉트라는 특정 조건을 만족시키면 발동하는 무적 판정이 있는 필살기가 2~3개(예를 들면 별 두개 상태의 일반 필살기 등)나 되기 때문에 분류상 강캐에 속한다. 유일한 단점이라고는 다단히트 필살기가 많아서 아바데데 같은 캐릭터를 상대로 약간 불리하다는 정도밖에 없으며 엑셀이나 블레이즈보다 더 강력해서 거의 루드라 수준의 능력을 갖고 있다. 베어너클 리메이크 Ver.5에서 상점 시스템의 도입에 따라 히든캐릭터는 캐쉬로 구매할 수 있게 되었는데 일렉트라의 상점가는 90,000으로서 루드라 다음으로 비싸다. 이는 봄버게임에서 실시한 인기투표에서 1위를 차지해서 플레이어블 캐릭터가 되었기 때문에 그만큼 성능도 많이 보완했으며 또한 그만큼 비싸졌다. 일렉트라의 원호공격은 전기를 이용한 필살기이다. 격투술은 조편술(채찍을 이용한 무술).
물론 베어너클2 버전의 일렉트라이며 플레이어용 일렉트라와 적으로 등장하는 일렉트라는 외모만 동일할 뿐 완전히 다른 캐릭터이다.

### 베어너클 4
베어 너클 3의 시점으로부터 10년 후의 시대를 배경으로 한다. 미스터 X는 이미 사망했으며 미스터 X의 아들인 미스터 Y(Mr.Y)와 미스터 X의 딸인 미즈 Y(Ms.Y) 남매가 신디케이트를 재건하기 위해 경찰을 매수하면서 벌어진 사건을 해결하는 시나리오이다.

#### 체리 헌터
아담 헌터의 딸이다.

#### 플로이드 이라이아
전작의 맥스 썬더의 포지션. 원래 공사장 노가다 인부였으나 사고로 두 팔을 잃었다. 하지만 잔 길버트 박사가 그에게 기계로 된 두 팔을 달아주면서 잔 길버트 박사를 스승으로 모시게 되었다. 반면 맥스 썬더는 전작의 아바데데 포지션으로 넘어가서 되려 적으로 등장한다.

## 적들
시리즈 별로 다양한 적들이 존재한다.

### 졸개 적들
- 갈시아, 카를로스, 조셉, B.T : 가장 기본 졸개면서도 가장 많이 나오는 적이다. 공격방식은 내려찍기나 주먹 연타 등이다. 가끔 단검으로 공격하는 놈도 있지만, 이들은 체력이 약한 편이다. 이상하게 베어너클1에서는 인공지능이 높아 강한 축에 속했었다. 1편과 2편의 다른 점은 1편은 잽 두번 후 스트레이트로 플레이어를 쓰러뜨리지만 2에서는 잽 두번만 계속 날린다. 이 때문에 난이도를 높여 이녀석들이 잔뜩 몰려나올 경우 겹친 적에게 한번 맞기 시작하면 쓰러뜨리지도 않고 잽을 겹쳐서 얻어맞기에 앗 하는 순간 체력게이지가 훅 날아가므로 긴급회피기로 즉시 빠져나오지 않으면 죽을 때까지 서서 얻어맞는 부작용이 있다. 그 외에 1, 2편 모두 단검을 들고 나오거나 주워서 사용하기도 하는데 1편의 갈시아는 멀리서 단검을 던지는 공격, 단검으로 돌진하는 공격 두가지 패턴을 가지고 있었으나 2의 갈시아는 단검 돌진 형태밖에 없다. (베어너클3의 북미판에서는 갈시아가 가르시아라는 이름으로 등장한다.)
- 도노반, Z : 갈시아 다음으로 약한 적, 갈시아 못지 않게 많이 나온다. 대머리에 선글라스를 끼고 있으며, 주먹공격후 마무리로 어퍼컷 공격을 한다. 2에서는 플레이어가 점프상태일 경우 저 어퍼컷으로 대공공격을 해 격추시킨다. 가끔 파이프로 공격하는 놈이 있지만, 체력이 약하다. 베어너클1에서는 나오지 않는다. 베어너클2에서부터 등장한다. 베어너클3에서는 불도저를 운전해서 주인공을 괴롭히기도 한다.
- 슬럼, 바이스 : 베어너클3에서 추가된 적이다. 이 적은 약한 공격을 대부분 막아내는 특징이 있다. 갈시아나 도노반처럼 약한 축이지만, 뒤에서 잡는 경우가 주로 있다. 슬럼은 가드를 할 수 있고 바이스는 박치기 공격을 한다. 많이 나오지는 않는다. (북미판에서는 슬럼이 골디라는 이름으로, 바이스가 잭(Zack)이라는 이름으로 등장한다.)
- 시그널, 아이스 : 닭벼슬 머리를 한 펑크족 졸개이다. 던지기 공격과 슬라이딩공격을 한다. 갈시아나 도노반보다는 강한 적이다. 역시 많이 나오는 적이며, 체력도 꽤 있는 편이다. 2탄이후로 난이도가 높아졌을 때 플레이어의 점프공격을 슬라이딩으로 반격하여 플레이어를 짜증나게 만든다. 파이널 파이트에 대단히 유사한 의복을 입은 적이 나오는데 포즈까지 비슷하다. (베어너클3의 북미판에서는 시그널이 스캐럽이라는 이름으로 등장한다.)
- 템페스트, 사이클론, 스톰, 포그, 겔 : 폭주족 졸개로 오토바이를 타고 돌진공격을 하는 종류, 수류탄을 투척하는 종류, 직접 싸우는 종류가 있다. 오토바이 공격은 화면 끝에 잠시 나타난 후 돌진해 오기 때문에 점프공격으로 격추하면 위험하지는 않지만, 간혹 지나가며 던지는 수류탄이 위험할 때가 있으며 갑작스레 예고없이 오토바이로 튀어나오면서 뛰어내리는 공격은 상당히 위협적. 일반 형태는 플레이어를 한방에 쓰러뜨리는 주먹공격이나 뒤잡기, 파이프를 이용한 공격을 하기도 한다. 꽤 강한 분류에 속하는 적이지만, 체력은 많지 않다. 스톰은 오토바이 돌진공격을 하나, 체력은 가장 약하다. (베어너클3의 북미판에서는 사이클론이 윙스라는 이름으로 등장한다.)
- 하쿠요, 드래곤, 피닉스, 타이거 : 색깔만 빼면 외형은 똑같다. 이 졸개는 날라차기 공격과 대공발차기, 펀치연타, 근접 기공장 공격을 한다. 강한 적이다.
- 노라 : 1편에서는 졸개 등장. 채찍을 들고 레오타드와 팬티스타킹의 제복을 입은 여성 졸개이다. 일렉트라처럼 전기 공격을 하지 않고, 채찍 공격만 해서 그리 강한 적은 아니다. 가끔 맞다 갑자기 비명을 지르며 잠시 주저않아 있을 때가 있는데 이때는 플레이어의 공격을 회피하는 상태라서 일어설 때까지 기다려야 하는데 상당히 짜증나게 한다. 4편에서는 스테이지 3 보스로 승격했다.
- 가넷, 루비, 다이아몬드 : 베어너클3에서 추가된 여성 적이다. 나이트클럽에서 많이 나온다. 날라차기 공격과 따귀 공격을 하는데 날아차기는 이쪽 화면 끝에서 저쪽 화면 끝까지 공격이 가능할 정도로 엄청난 거리를 날아서 공격한다. 그리 강하지는 않다. 일본판 버전에서는 맨다리로 등장하지만 북미판 버전에서는 수지, 그레이스, 에마라는 이름으로 팬티스타킹을 신고 등장하며 공격 자세도 다르게 등장한다. 리메이크에서는 두가지 버전이 모두 등장한다.
- 저글러 : 베어너클1에서만 나왔으나, 리메이크에서 다시 나온 적이다. 도끼나 화염병을 계속 저글링하고 있다가 플레이어에게 집어 던지는 공격을 한다. 저글링을 하고 있기에 그냥 접근했다가는 저글링하는 무기에 맞아 피해를 입게 된다. 따라서 주먹공격 등으로 무기를 조금씩 쳐낸 후에 공격하거나 좀 멀리서 리치를 이용해 공격해야 한다.
- 잭(Jack), 슬래쉬 : 베어너클2에서만 잠깐 등장하였으나, 리메이크에서 다시 나온 적. 단검 공격을 하며, 쓰러뜨리면 다시 일어나서 단검을 또 만들어낸다. 슬래시는 리메이크에서 추가된 적으로 총도 사용한다. 가끔 나온다. 리메이크에서는 보트나 오토바이를 타기도 하는데 이 때는 쇠사슬을 휘두른다.
- 골드, 실버, 브론즈 : 경호원같은 이미지의 적으로 베어너클3에서 추가된 적이다. 원거리시 권총공격을 하며, 근접에서는 플레이어를 집어던지는 공격을 한다. 패턴만 알면 상대하기 쉬운 적이다.
- 쿠사나기, 한조 : 베어너클2에서 추가된 적으로, 전방 수리검 공격, 점프해 수리검 공격, 집어던지기, 펀치공격, 다리걸기, 공중제비 공격 등 다양한 공격을 한다. 몸놀림 또한 빠른 편이고, 플레이어가 점프공격을 하면 인법 그림자분신을 사용해 무적이 되어 회피한다. 일본도나 표창을 들고 나오거나 주워서 공격하기도 하는데 일본도를 휘두르거나 검을 든 채 공중제비로 돌진해 오면 엄청난 데미지를 입기 때문에 대단히 주의해야 한다. 킥복서와 더불어 중형 적 중에서는 가장 무서운 적이다.
- 킥복서 : 졸개급 중 최강의 적, 무에타이 복장을 한 적으로, 로우킥, 미들킥, 하이킥, 무릎돌진, 잡기공격등 다양한 공격을 하며, 플레이어의 공격도 어느정도 막아낸다. 특정 지역에서만 등장하며, 보스급 수준의 졸개적이다. 로우킥에서 시작되는 연타콤보를 맞으면 정말 아프다. (이름은 주로 조류 동물들의 이름으로 등장한다.)
- R-1, R-2 : 로봇 적으로 베어너클3 후반부에 약간 나온다. 발차기 공격과 레이저 공격을 한다. 체력이 얼마 없을 때 자폭을 하는 경우도 있다.
- 봉고 : 뚱보 졸개이다. 베어너클1탄의 보스와는 조금 다르다. 따귀때리기, 배치기 공격, 불뿜기, 구르기 등 여러 공격을 하지만, 속도가 느리고, 반응 또한 느려서 강한 적은 아니다. (베어너클3의 북미판 이름은 드와이트)
- 댄치 : 빅티의 조련사 적으로 채찍공격을 한다. 빅티보다 먼저 브루스를 잡으면 베어너클 3의 경우는 빅티를 아군으로 쓸수도 있지만 베어너클 리메이크의 경우 금괴를 버리고 도망간다. 베어너클3과 베어너클 리메이크에 등장한다. (북미판 이름은 브루스)
- 일렉트라 : 베어너클2에서 등장하는 여성 졸개, 베어너클1에 나온 노라보다 성능이 훨씬 뛰어나며, 점프 발차기 공격과 채찍공격, 전기공격 등을 한다. 3에서는 디자인이 상당히 변했는데 점프는 하지만 날아차기는 하지 않는다. 리메이크에서는 아군으로 플레이할 수도 있다.
- 딜런 : 베어너클4에 등장한다. 상의를 탈의한 채 바지 속에 손을 집어넣고 다닌다. 공중돌려차기와 박치기 공격을 한다.
- 엘리자베스 : 베어너클4에서 추가된 여성 적이다. 다른 적 여자 조직원들이 섹시하게 옷을 입은 것과는 대조되게 보이시하게 옷을 입었으며 독극물이 들어있는 플라스크와 수류탄을 투척한다.
- 허니, 슈가 : 베어너클4에서 추가된 여성 적이다. 템페스트, 사이클론, 스톰, 포그, 겔 등의 폭주족 졸개의여자 버전이지만 키가 작고 비만이다. 마치 파이널 파이트의 G.올리버, 빌 불, 웡 후처럼 돌진 박치기 공격을 한다.
- 일반 경찰관 : 베어너클4에 등장한다. 매수된 서장의 부하이며 기본 공격 외에 매치기 공격을 한다.
- 무장 경찰관 : 베어너클4에 등장한다. 매수된 서장의 부하이며 진압봉과 방패로 공격한다.
- 쿠보 : 베어너클4에 등장한다. 마치 해골인간 같은 로봇인데 무기로만 공격한다. 맨손일 경우 몸 속에서 무기를 꺼내서 사용한다.
- 고로 : 베어너클4에 등장한다. 마치 다이몬 고로처럼 도복을 입은 거인이며 다이몬 고로가 유도를 사용하는 것과는 달리 공수도를 사용한다.

### 보스급 적들
- 안토니오 : 베어너클 1에서 스테이지1의 보스로 등장한다. 부메랑 공격과 발차기를 한다.
- 사우더 : 베어너클1에서 스테이지2의 보스로 등장한다. 갈퀴 공격을 하며 플레이어가 점프공격을 하면 분신처럼 빨리 움직이며 무적이되어 반격하므로 점프공격은 봉인된다.
- 험프리 : 베어너클1에서 스테이지4의 보스로 등장한다. 졸개인 봉고의 강화 버전이며 공격 패턴도 봉고와 유사하다. 2명이며, 불 공격을 하며 돌진하는 공격과 근접시 내려찍기 공격을 한다. 패턴만 알면 쉽게 물리칠수 있다. 뚱보라서 던지려 하면 플레이어가 깔려 데미지를 입게 된다.
- 바본 : 베어너클2에서 스테이지1의 보스로, 베어너클4에서는 스테이지 5의 보스로 등장한다. 펀치나 리치가 긴 돌려차기, 대공 올려차기 등의 타격기와 유도 집어던지기의 공격패턴을 가지고 있으며 가드도 가능하다. 주 공격은 집어던지기 쪽으로 쏠리는 경향이 있는데 시스템상 던지는 공격은 무데미지로 낙법이 가능하기에 그리 위협적이진 않으나 함께 등장하는 졸개들이 여럿 있기에 정리하기 전까진 귀찮은 편. 직업은 바텐더로 추정
- 제트 : 베어너클2에서 스테이지2의 보스로 등장한다. 항상 공중에 떠 있기 때문에 상대하기가 매우 까다롭다. 플레이어가 가까이 있을시 잡기공격으로 급낙하 공격을, 떨어져 있을 경우 지상에 대각으로 돌진해 발로 차거나 수퍼맨처럼 직선으로 날아와 주먹 돌진공격을 사용한다. 액슬을 제외한 나머지 캐릭터들은 제자리 점프공격이 상당히 유효하다.
- 잠자 : 베어너클2에서 스테이지3의 보스로 등장한다. 롤링어택, 매치기, 갈퀴공격, 대공승룡권, 슬라이딩을 한다.
- 아바데데 : 베어너클1에서는 스테이지3의 보스로, 베어너클2에서는 스테이지 4의 보스로 각각 등장한다. 빠르게 대쉬해서 래리어트 공격을 하는데 베어너클 전 보스들 중 위력이 가장 강하다 (다만 2의 대쉬래리어트는 2단 히트인데 첫타는 도트단위로 닳고 2타에서 엄청난 위력이 나오므로 점프하다가 1타에 툭 맞고 넘어지면 가끔 도트단위 데미지로 끝나기도 한다). 특히 2편에서는 플레이어에게 잡히거나 연타공격을 맞을 경우 공격을 견디며 튕겨내는등 매우 까다로운 모습을 보여 그랜드어퍼, 드래곤스매쉬 등 연타성이 많고 점프공격이 좋지 않은 액셀에게 있어서는 최대의 난적. 1편에선 단순하게 오직 돌진래리어트 공격밖에 없었으나 2에서 저먼수플렉스, 집어던지기, 플라잉보디어택, 잡고 스패너로 찍기등의 공격을 한다.
- 레드베어 : 베어너클2에서 스테이지5의 보스로 등장한다. 슈퍼헤비급 복싱선수이며 엄청난 덩치와 정반대의 엄청난 스피드와 빠른 잽으로 공격한다. 데미지 자체는 종축으로의 점프히프어택과 승룡어퍼컷, 잽 스트레이트, 잡고 박치기등으로 공격해온다.
- 로봇 액슬 : 베어너클3에서 스테이지3의 보스로 등장한다. 액슬과 외모는 동일하며 잠시 포즈를 취한 후 화면상의 플레이어에게 2단계 파워업 필살기 포즈로 달려든다. 단, 데미지가 누적되면 점점 과열되며 스피드가 빨라져 까다로워진다. (일본판 이름은 브레이크이고 북미판 이름은 액슬이다.)
- 오니히메&야샤 : 베어너클1에서는 스테이지5의 보스로, 베어너클3에서는 스테이지2의 보스로 등장한다. 베어너클1 버전은 블레이즈와 동일한 스프라이트 그래픽에 색깔만 바꾼 버전이며 베어너클3버전은 장풍 공격과 회전차기, 협동공격을 한다. (베어너클3의 북미판 이름은 모나&리사)
- 파티클 : 베어너클2에서 스테이지7의 보스로 등장한다. R-1, R-2와 동일한 공격에 팔을 회전시키는 공격이 추가되었다. 한방한방 위력은 별로 강하지 않지만 공격 하나하나가 플레이어를 한방에 다운시켜서 짜증이 나며 계속해서 괴이한 움직임으로 점프하며 다니기 때문에 데미지가 잘 안들어가는 점이 짜증나게 만든다. 또한 붙잡으면 감전으로 튕겨나는 것도 난점. 난이도에 따라 이지는 1대, 노멀은 2대, 하드는 3대, 베리하드와 매니아 난이도에서는 4대가 등장한다.
- 야마토 : 베어너클3에서 스테이지4의 보스로 등장한다. 2개의 분신을 먼저 상대하고 난 뒤 본체와 상대하게 되는데 각각의 공격패턴이 모두 다르다.
- 시바 : 베어너클2에서는 페이크 최종보스로 등장하지만 베어너클3에서는 스테이지1의 보스로 등장한다. 베어너클4에서는 스테이지6의 보스로 등장한다. 파이널크래쉬라는 겉멋만 들고 위력은 쥐꼬리만한 필살기를 사용. 전체적으로 플레이어 캐릭터와 거의 동일할 정도의 기본기나 잡기, 긴급회피기 등을 가졌다.
- 루드라 : 베어너클 리메이크에서만 등장하며 적으로 등장할 경우 스테이지 7의 보스로 등장한다. 인술(忍術)을 이용한 공격을 한다. 적으로 등장하는 루드라는 플레이어용 루드라와는 달리 분신술도 사용한다.
- 미스터X : 베어너클1과 베어너클2에서 최종보스로 등장한다. 기관총 난사 공격을 한다.
- 로보X : 베어너클3의 페이크 최종보스. 기관총 외에도 유도탄을 사용한다. (북미판 이름은 로봇X)
- 네오X : 베어너클3의 진 최종보스. 공중에 떠다니고 빠르게 움직여서 한방만 맞아도 다운되기에 데미지를 넣기 매우 힘든데다가 제한시간 내에 쓰러뜨려야만 한다는 조건 때문에 상대하기가 매우 까다롭다. (북미판 이름은 로봇Y)
- 디바 : 베어너클4에서 스테이지1의 보스로 등장하는 여성으로 뱀을 이용한 공격을 한다. 키가 매우 커거 거의 일렉트라와 비슷한 체격이다.
- 경찰서장 : 베어너클4에서 스테이지2의 보스로 신디케이트에 매수된 인물이다.
- 노라 : 베어너클1에서는 양산형 졸개였으나 베어너클4에서는 스테이지 3의 보스로 등장한다. 직책은 신디케이트가 보유한 화물선의 선장이다. 계속 갈시아 2명을 소환해서 갈시아를 채찍으로 때리면 노라에게 얻어맞은 갈시아는 이름이 '갈시아아아아아'로 바뀌며 슈퍼 아머 판정이 생기므로 매우 어려워진다. 또한 노라 본인 역시 슈퍼 아머 판정이므로 졸개 시절 노라에 비해 많이 어려워졌다. 쓰러뜨리면 변태성욕을 발산하며 고통스러운 게 기분이 좋다고 하면서 배를 고의로 난파시킨다. 전투력이 딱히 높지 않음에도 불구하고 보스인 이유는 신디케이트 조직 내에서 그녀의 신분이 후궁이기 때문이다.
- 에스텔 아기레 : 베어너클4에서 스테이지4의 보스로 등장한 뒤 다시 스테이지 7의 보스로 등장한다. 체격이 일렉트라와 맞먹을 정도로 크고 근육질 몸매의 여성 경찰관이지만 경찰 수뇌부가 신디케이트에게 매수당했다는 사실을 모른 채 임무를 수행하기 위해 주인공들과 맞서게 된다. 스테이지 7에서 쓰러뜨리면 그제서야 경찰 수뇌부가 신디케이트에게 매수되었다는 사실을 알게 되어 주인공 일행에 합류한다.
- 맥스 썬더 : 베어너클4에서 스테이지9의 보스로 등장한다. 신디케이트에 의해 세뇌를 당해서 주인공의 적이 되었다. 쓰러뜨리면 세뇌가 풀리며 아군에 합류한다.
- 미스터Y : 베어너클4에서 최종보스로 등장하며 미스터 X의 아들이다. 미즈Y의 남동생이다. 기관단총을 사용한다. 둘 중 먼저 일정 체력 이하로 떨어진 쪽이 로봇에 탑승한다.
- 미즈Y : 베어너클4에서 최종보스로 등장하며 미스터 X의 딸이다. 미스터Y의 누나이다. 사브르를 사용한다. 둘 중 먼저 일정 체력 이하로 떨어진 쪽이 로봇에 탑승한다.

## 다른 미디어로 발매된 베어너클

### 만화
미국의 만화잡지 Sonic The Comic에 니겔 키칭과 마크 밀러가 베어너클 2를 배경으로 6부작 만화를 연재했다. 여기서 애덤 헌터는 등장하지 않는다.

### 사운드트랙
베어너클의 사운드트랙은 유조 코시로가 맡았으며 당시 호평을 얻었다. 모토히로 카와시마는 유조 코시로를 도와 2탄과 3탄의 음악 작업에 참여한다. 1탄부터 3탄까지의 사운드트랙 CD는 아직도 경매 사이트나 일본 음반시장에서 높은 가격에 거래된다.